# Nikola Faller
Nikola Faller (Ivanec kod Varaždina, 22. travnja 1862. – Zagreb, 28. veljače 1938.), hrvatski dirigent, skladatelj i zagonetač. Izveo je više od 250 različitih djela, dirigirao više od 1900 puta, autor je više od 40 skladbi koje obuhvaćaju komorna djela, zborske pjesme i crkvenu glazbu. Autor je prve hrvatske križaljke (1925.).

## Životopis
Rođen je na očevom ladanjskom dvorcu Pahinsko, nedaleko od Ivanca. Glazbu je počeo učiti u Varaždinu gdje je pohađao gimnaziju, a glazbi ga je podučavao Rikard Hansmann, učitelj glazbe i zborovođa varaždinskog pjevačkog društva Männergesangverein. Već u srednjoj školi korepetira u Zagrebačkom kazalištu. Glazbeno se školovao u Zagrebu, Beču, Parizu i Londonu. Od 1887. do 1889. bio je dirigent Zagrebačke opere. 
Početkom ožujka 1889. dolazi u Split i preuzima Hrvatsko pjevačko društvo Zvonimir, koje reorganizira u Splitsko muzikalno društvo Zvonimir. 
Njegova zasluga je utemeljenje baleta kao posebnog ansambla (1894.) i obogaćivanje repertoara, naročito opera Wagnera, Čajkovskog, Masseneta, Puccinija, Bizeta, Beethovena i drugih skladatelja.
Zatim je nastavnik i zborovođa u Splitu. U Zagrebu je 1890-ih vodio operne stagione. Bio je zborovođa Kola, dirigent i ravnatelj Opere. Omogućio je izvođenje opera hrvatskih skladatelja poput Lisinskog, Albinia i Berse. Od 1910. do 1912. bio je intendant kazališta u Osijeku. Od 1924. do smrti bio je predsjednik Hrvatskog pjevačkog saveza. 
Uređivao je list Zagonetku.

## Djela
- gudački kvartet
- dvije sonate za violinu i glasovir
- sonata za glasovir
- zborovi
- popijevke
- crkvena djela.

Među njegovim skladbama nalazi se Hrvatska misa za mješoviti zbor, kasnije je nadodana pratnja za orkestar vojničkog sastava. 
Stručne članke objavili su mu Obzor, Vienac, Agramer Zeitung, Agramer Tagblatt, Hrvatski pokret, Glazbeni vjesnik i drugi časopisi. Objavio je autobiografske skice u Skladu i Komediji.

## Zanimljivosti
Prikupio je cedulje svih kazališnih predstava izvedenih u Zagrebu i na gostovanjima HNK u drugim sredinama, počevši od 1870. pa do 1938. godine. Očuvane su u 98 svezaka, uvezanih po sezonama. Ukupan broj cedulja koje je prikupio - bez duplikata - iznosi približno 36 000, a pohranjene su u muzejsko-kazališnoj zbirci Odsjeka za povijest hrvatskog kazališta. 
Amaterski se bavio i botanikom te je skupio vrijedne herbarije. 
Bio je i zagonetač, poznat kao autor prve hrvatske križaljke (unakrštaljke), objavljene u Pariškoj modi 1. ožujka 1925.

## Spomen
U zagrebačkom Gajevu šetalište uz potok Črnomerec nosi njegovo ime, kao i prolaz u Varaždinu.
Medalja Hrvatskog pjevačkog saveza iz 1937., kipara Vojte Braniša, nosi njegov lik.
U Zagrebu se dvogodišnje održava Fallerov enigmatski festival (FEFeron). Od 1988. Varaždinski engimatski klub odvogodišnje održava Fallerov zagonetački memorijal te dodijeljuje plaketu i diplomu za najbolje i najuspješnije zagonetačke inovacije.
Prigodom 160. godišnjice rođenja izdana je omotnica i žig s njegovim likom.

## Vanjske poveznice
- Nikola pl. Faller, hrvatski zagonetač, autor je prve hrvatske križaljke  Arhivirana inačica izvorne stranice od 24. svibnja 2013. (Wayback Machine)